# Singa kansuensis
Singa kansuensis är en spindelart som beskrevs av Schenkel 1936. Singa kansuensis ingår i släktet Singa och familjen hjulspindlar. Inga underarter finns listade i Catalogue of Life.